# Saint-Paul-en-Cornillon
Saint-Paul-en-Cornillon là một xã trong tỉnh Loire miền trung nước Pháp.